# Delhi (Minnesota)
Delhi – miasto w Stanach Zjednoczonych, w stanie Minnesota, w hrabstwie Redwood.